# Claus Michael Ringel
Claus Michael Ringel (* 10. Februar 1945 in Zwickau) ist ein deutscher Mathematiker, der sich mit Algebra befasst.

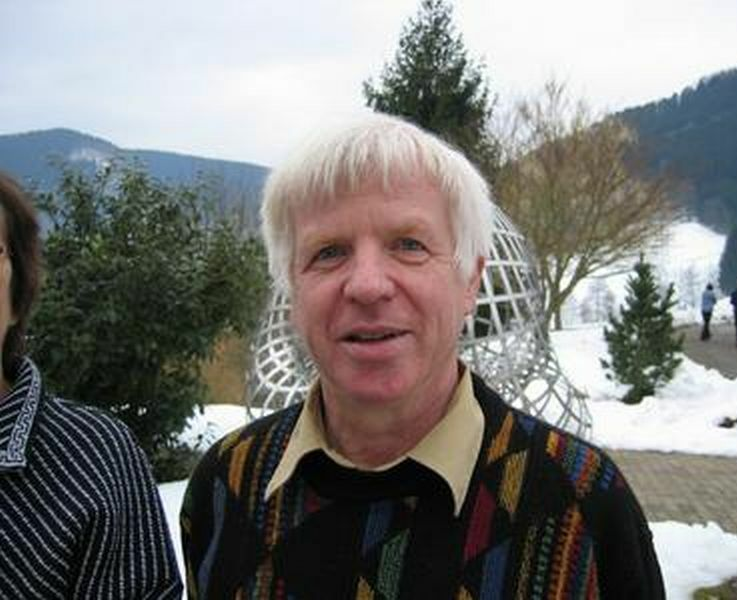
Claus Michael Ringel, Oberwolfach 2005

Ringel studierte ab 1964 Mathematik, Physik und Philosophie an der Goethe-Universität Frankfurt am Main mit dem Diplom-Abschluss in Mathematik 1968. Er wurde 1969  bei Friedrich-Wilhelm Bauer  in Frankfurt promoviert (Diagonalisierungspaare in der Homologischen Algebra). Danach war er wissenschaftlicher Assistent an der Universität Tübingen und 1971/72 Assistenzprofessor an der Carleton University (wo er mit Vlastimil Dlab zusammenarbeitete). 1972 habilitierte er sich in Tübingen und wurde dort Universitätsdozent. 1974 wurde er wissenschaftlicher Rat und Professor an der Universität Bonn. 1978 bis zur Emeritierung 2010 war er Professor an der Universität Bielefeld. 2010 bis 2013 war er Gastprofessor an der Jiaotong-Universität Shanghai, war seit 2000 Gastprofessor an der Chinesische Universität der Wissenschaften und Technik in Hefei und er lehrte auch an der König-Abdulaziz-Universität in Dschidda.
Ringel befasst sich mit Darstellungstheorie von Algebren. Er leitete 1991 bis 2000 das Projekt Darstellungstheorie von Algebren und 1995 bis 2000 Struktur von Quantengruppen im Sonderforschungsbereich 343 Diskrete Strukturen in der Mathematik und er leitete das Projekt Topologische und Spektrale Strukturen in der Darstellungstheorie im Sonderforschungsbereich 701 Spektrale Strukturen und Topologische Methoden in der Mathematik. Er veröffentlichte über 140 wissenschaftliche Arbeiten (2005) und wurde 2004 als Highly Cited Researcher bei der ISI eingestuft.
Ringel ist Fellow der American Mathematical Society. Er war Invited Speaker auf dem Internationalen Mathematikerkongress 1983 in Warschau (Indecomposable representations of finite dimensional algebras).
Er ist Mitglied der Königlich Norwegischen Akademie der Wissenschaften und Ehrendoktor der Technisch-Naturwissenschaftlichen Universität Norwegens in Trondheim.
Er war 2005/06 Vorsitzender des Fachkollegiums Mathematik bei der DFG.

## Schriften
- Unzerlegbare Darstellungen endlich-dimensionaler Algebren, Jahresbericht DMV 85 (1983), 86–105
- Recent advances in the representation theory of finite dimensional algebras. (1984-1990), Progress in Mathematics 95, Birkhäuser 1991, S. 141–192
- mit Vlastimil Dlab Indecomposable representations of graphs and algebras, AMS 1976
- Tame Algebras and Integral Quadratic Forms, Springer Verlag 1984
- Herausgeber mit Vlastimil Dlab: Representations of finite dimensional algebras and related topics in Lie theory and geometry, AMS 2004
- Herausgeber mit Henning Krause: Infinite Length Modules, Birkhäuser 2000